# Gastrotheca angustifrons
Gastrotheca angustifrons es una especie de anfibios de la familia Amphignathodontidae.
Habita en Colombia y Ecuador.
Su hábitat natural incluye bosques bajos y secos y ríos.
Está amenazada de extinción por la pérdida de su hábitat natural.